# Temnocerus

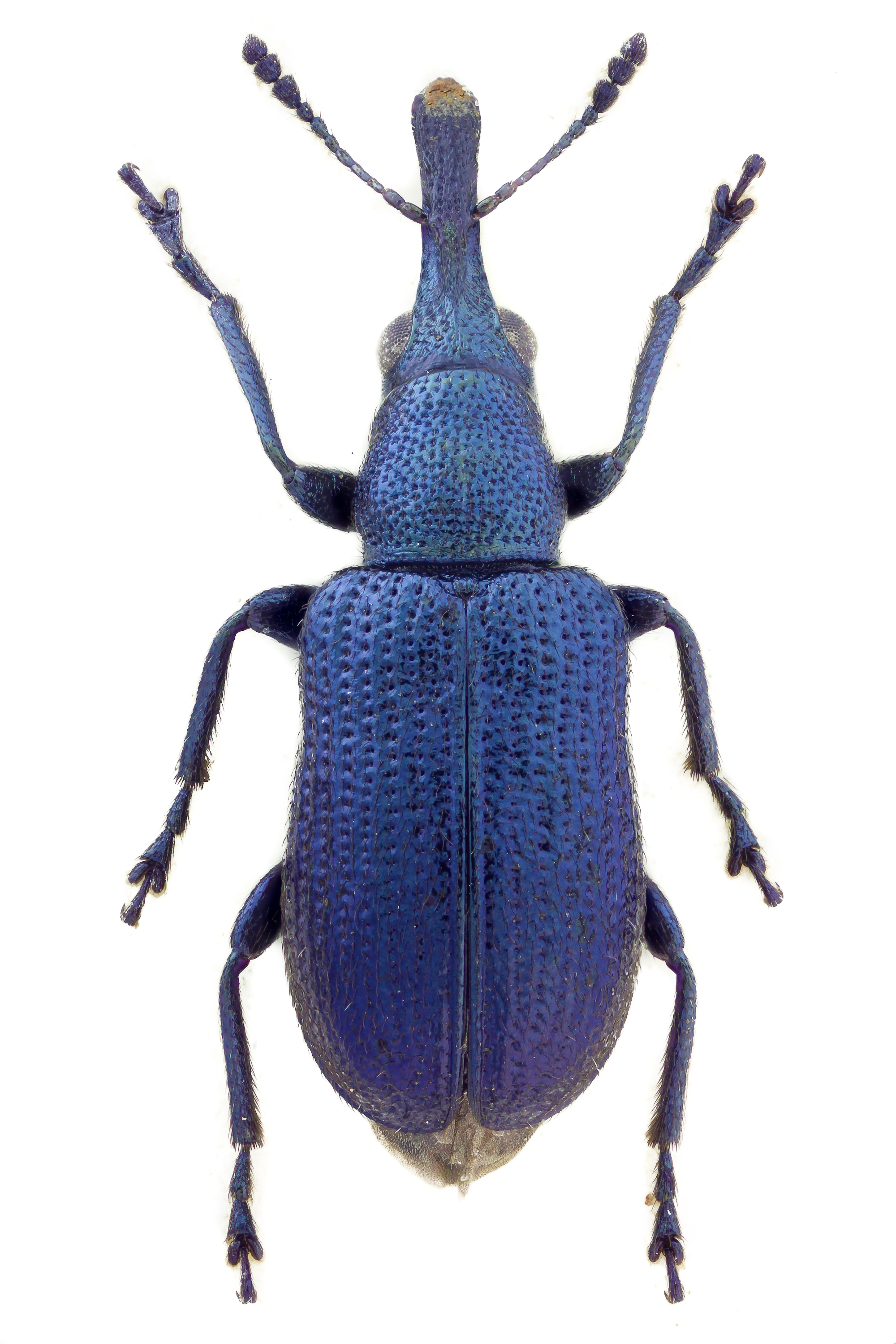
Temnocerus tomentosus

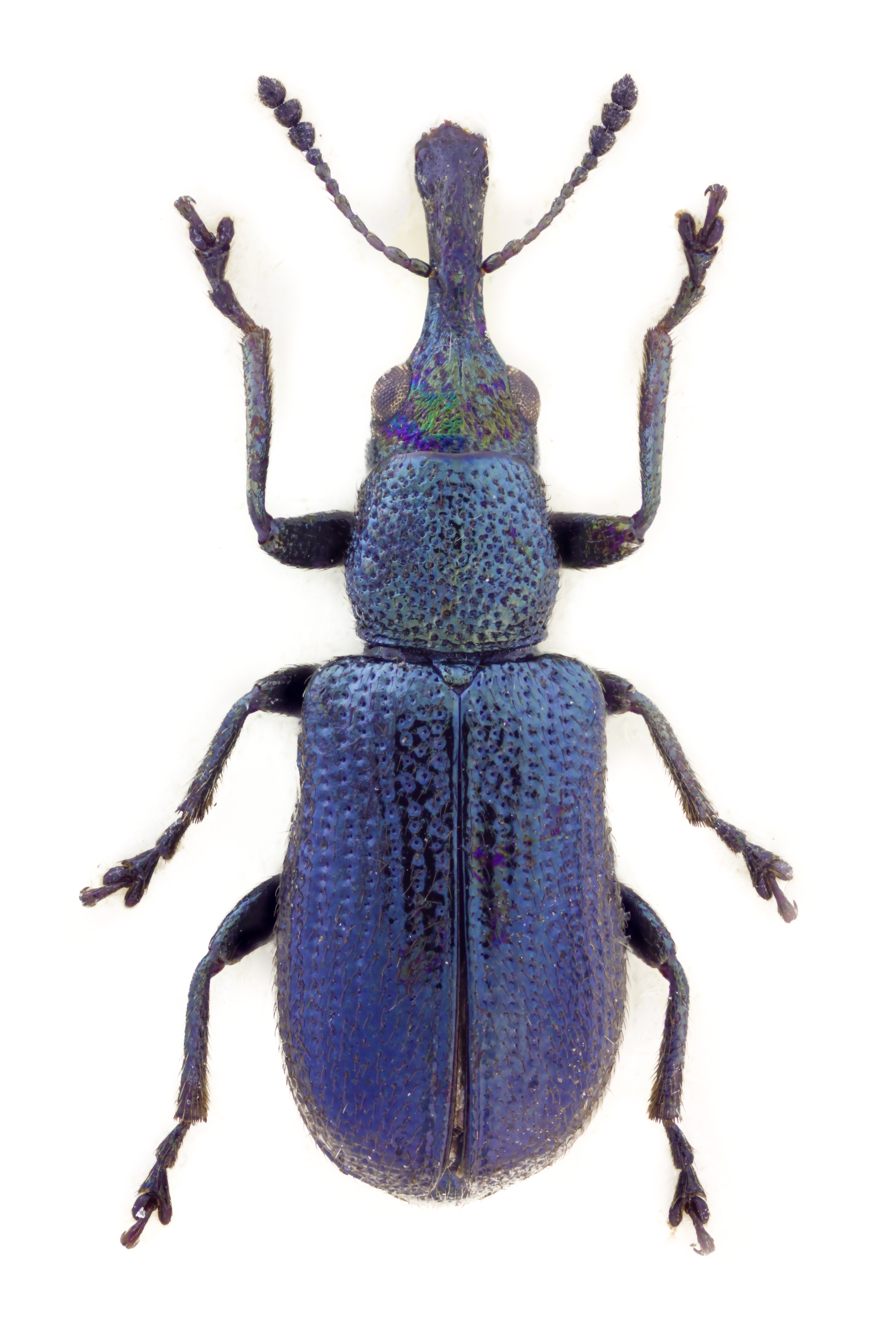
Temnocerus longiceps

Temnocerus – rodzaj chrząszczy z rodziny tutkarzowatych. Głównie palearktyczny. Zamieszkuje Palearktykę i obie Ameryki.

## Morfologia
Chrząszcze o ciele długości od 1,8 do 3,5 mm. Kształt ciała mają podługowaty z równoległymi bokami. Ubarwienie jest ciemnoniebieskie lub zielonkawe, zawsze z metalicznym połyskiem. Owłosienie wierzchu ciała jest krótkie, ciemne i przylegające, wskutek czego niemal niewidoczne. 
Ryjek jest lekko zakrzywiony, stosunkowo cienki, rozszerzający się ku szczytowi, u samicy wyraźnie dłuższy od przedplecza, zaś u samca tak długi jak ono lub od niego krótszy. Czułki są ciemne, u samicy umieszczone w nasadowych 0,3–0,4 ryjka, a u samca w połowie jego długości lub nieco dalej. Głowa jest wyraźnie szersza niż dłuższa, u podstawy nieprzewężona. Oczy złożone są zaokrąglone, u samca silniej wysklepione niż u samicy.  Skronie nigdy nie są oddzielone od potylicy poprzeczną listewką ani wyraźnie zaokrąglone.
Tułów ma przedplecze tak szerokie jak długie lub dłuższe niż szerokie, najszersze pośrodku lub niewiele dalej, po bokach zaokrąglone, bardzo słabo przewężone przed krawędzią tylną. Dołeczków przypodstawowych brak zupełnie lub są słabo widoczne. Kształt tarczki jest prawie trapezowaty. Pokrywy są smukłe, od 1,5 do 1,7 raza dłuższe niż w barkach szerokie, o dość dobrze zaznaczonych guzach barkowych i widocznym, skróconym rządku przytarczkowym. Rzędy pokryw są wyraźne i głęboko punktowane, zaś międzyrzędy węższe od nich, lekko wysklepione i pozbawione punktowania. Biodra tylnej pary stykają się z episternitami zatułowia. Odnóża mają dość smukłe uda i golenie oraz zwieńczone rozdwojonymi pazurkami stopy. Golenie środkowej i tylnej pary mają po wewnętrznej stronie wierzchołków małe, czarne ostrogi.
Odwłok ma pygidium częściowo odsłonięte.

## Ekologia i występowanie
Owady te żyją i żerują na drzewach i krzewach z rodziny brzozowatych i wierzbowatych. Postacie dorosłe są foliofagami żerującymi na liściach i pąkach. Larwy przechodzą rozwój w pąkach lub szczytowych częściach pędów roślin żywicielskich. W warunkach europejskich ich zimowanie odbywa się w żerowiskach. Przepoczwarczają się w glebie. W warunkach europejskich ma to miejsce wczesną wiosną.
Rodzaj ten rozprzestrzeniony jest w krainie palearktycznej, Nearktyce (zarówno w Kanadzie, jak i Stanach Zjednoczonych) oraz w krainie neotropikalnej od Meksyku przez Amerykę Centralną po Brazylię. W Polsce rodzaj reprezentują trzy nierzadkie gatunki (zobacz: tutkarzowate Polski).

## Taksonomia
Rodzaj ten wprowadzony został w 1815 roku przez Carla Petera Thunberga. Jako gatunek typowy wyznaczony został opisany w 1801 roku przez Johana Christiana Fabriciusa Attelabus planirostris, który później zsynonimizowano z Curculio nanus, opisanym w 1792 roku przez Gustafa von Paykulla.
Do rodzaju tego należą następujące gatunki:
- Temnocerus coeruleus (Fabricius, 1798)
- Temnocerus daliangensis Legalov, 2009
- Temnocerus dundai Legalov, 2006
- Temnocerus elaeagni Korotyaev & Legalov, 2006
- Temnocerus japonicus (Morimoto, 1958)
- Temnocerus longiceps (C.G. Thomson, 1888)
- Temnocerus morimotoi (Sawada, 1997)
- Temnocerus nanus (Paykull, 1792)
- Temnocerus rubripes (Reitter, 1916)
- Temnocerus semicyaneus (Bedel, 1884)
- Temnocerus sibiricus Legalov, 2006
- Temnocerus subglaber (Desbrochers des Loges, 1897)
- Temnocerus yunnanicus Legalov, 2003